# Edmondia pinifolia
Edmondia pinifolia là một loài thực vật có hoa trong họ Cúc. Loài này được (Lam.) Hilliard mô tả khoa học đầu tiên năm 1981.